# Roots (album av The Everly Brothers)
Roots, album utgivet 1968 av The Everly Brothers. Roots var duons 17:e LP och den 14:e på skivbolaget Warner Brothers.
När albumet gav ut blev det ingen större framgång rent kommersiellt, men idag anses albumet var ett av brödernas främsta album och ett av de bästa, tidiga försöken att blanda country och rock.

## Låtlista

### Sid A
1. "The Introduction: The Everly Family (1952)" – 1:11
2. "Mama Tried" (Merle Haggard) – 2:18
3. "Less of Me" (Glen Campbell) – 3:03
4. "T for Texas" (Jimmie Rodgers) – 3:31
5. "I Wonder If I Care as Much" (Don Everly/Phil Everly) – 2:59
6. "Ventura Boulevard" (Ron Elliott) – 2:50
7. "Shady Grove" (Jackie Ertel/Venecia Everly/P.O. Wandz) – 2:31

### Sid B
1. "Illinois" (Randy Newman) – 2:12
2. "Living Too Close to the Ground" (Terry Slater) – 2:16
3. "You Done Me Wrong" (George Jones/Ray Price) – 2:16
4. "Turn Around" (Ron Elliott) – 2:47
5. "Sing Me Back Home" (Merle Haggard) – 5:18
6. "Montage: Everly Family (1952)/Shady Grove/Kentucky" (Carl Davis/P.O. Wandz) – 2:43